# Morto stecchito
Morto stecchito (Dead as a Doornail) è il quinto romanzo del Ciclo di Sookie Stackhouse, saga letteraria scritta da Charlaine Harris.
Pubblicato negli Stati Uniti il 3 maggio 2005, è stato pubblicato in Italia dalla Delos Books il 15 settembre 2009, all'interno nella collana Odissea Vampiri.

## Trama
Durante la prima luna piena, Jason, dopo essere stato morso dalla pantera mannara Felton Norris (in Morto per il mondo), si trasforma e Sookie è preoccupata per come il fratello possa gestire la sua nuova natura. Calvin Norris, leader delle pantere mannare di Hotshot, veglia su di lui, aiutandolo, finché Jason finisce per amare la sua nuova natura, trasformandosi in mezzo uomo e mezza pantera. Dopo che alcuni mutaforma rimangono vittime di un misterioso cecchino, anche Sam viene ferito ad una gamba. Convalescente e impossibilitato nel gestire il suo locale, Sam chiede all'amica Sookie di recarsi al Fangtasia per chiedere a Eric un barista in prestito. Eric invia loro il barista Charles Twining, un affascinante vampiro inglese. Calvin Norris viene a sua volta colpito e gravemente ferito dal misterioso cecchino: intuendo che tutti i mutaforma della zona sono in pericolo, Norris inizia a sospettare che il cecchino possa essere Jason, basandosi sulla teoria che il fratello di Sookie possa covare una rabbia interiore per essere stato trasformato in una creatura soprannaturale. Prima che il fratello possa essere vittima delle ritorsioni delle pantere mannare, Sookie deve rintracciare al più presto il vero tiratore.
Nel frattempo il colonnello John Flood, capo del branco del Dente Lungo di Shreveport, muore, per questo il branco ha bisogno di un nuovo leader. Il padre di Alcide si propone come candidato, sfidando il rivale Patrick Furnan. Alcide contatta Sookie per aiutare il padre e leggere nella mente degli altri membri del branco. Mentre sta lavorando, Sookie scopre che il suo ex Bill si sta frequentando con l'agente immobiliare Selah Pumphrey, dimostrandosi un po' gelosa.
Qualcuna dà fuoco alla casa di Sookie, che si salva miracolosamente dopo essere stata avvisata dalla sua fata madrina Claudine. Davanti a casa viene trovato il cadavere di un uomo, ucciso da Charles Twining per difendere l'amica Sookie, sporco di benzina e con una tessera della Compagnia del Sole nel portafoglio, per questo la polizia deduce che l'uomo sia il responsabile dell'incedio. Mentre la sua casa verrà sistemata, Sookie si trasferisce in una casa provvisoria, donatagli da Sam.
Mentre sta uscendo dalla biblioteca della città, Sookie viene raggiunta da un proiettile, che la ferisce ad un braccio, presumibilmente perché viene associata ai mutaforma. Le indagini balistiche dicono che il proiettile che l'ha colpita è uguale a quelli degli altri attentati ai mutaforma, ad eccezione di quello di Sam. Mentre sta indagando per risalire all'assassino, Sookie si trova in un vicolo in compagnia di Sam sotto le sembianze di cane, quando viene avvicinata da Sweetie Des Arts, la cuoca del Merlotte's, che le punta una pistola. Sweetie le dice di essere la responsabile degli attentati ai danni dei mutaforma e di aver agitato guidata dalla vendetta, dopo essere che in passato era stata morsa e quindi destinata a trasformarsi parzialmente. Sweetie spara a Sookie ma il proiettile viene intercettato da Dawson, un lupo mannaro inviato da Calvin Norris per proteggere Sookie ed in seguito Sweetie viene uccisa grazie al provvidenziale arrivo del detective Andy Bellefleur. Pensando che tutto si sia risolto, Sookie torna al lavoro quando viene raggiunta dal vampiro Bubba per avvisarla che Eric ha tentato più volte di mettersi in contatto con lei. Dalle parole di Bubba, Sookie intuisce che l'assassino è ancora in circolazione, subito dopo viene assalita da Charles Twining e si scopre che è stato inviato dal potente vampiro Hot Rain, per vendicare la morte della sua progenie Longshadow, ucciso da Eric in passato (in Finché non cala il buio). Hot Rain ha ritenuto che la punizione per Eric era colpire qualcuno a cui lui fosse caro, ovvero Sookie. Twining è colui che ha sparato a Sam, anche il proiettile era destinato a Sookie, che ha dato fuoco alla casa di Sookie, incolpando un innocente del crimine.
In sottotrama, l'amica di Sookie, Tara, viene scambiata come merce di scambio dal Franklin Mott allo spaventoso vampiro Mickey, come saldo per un debito di gioco. Mentre Tara è in balia di Mickey, Sookie chiede a Eric di aiutarla a liberare l'amica, in cambio Eric vuole sapere cosa è successo nel periodo in cui era privo di memoria. Sookie gli racconta dei momenti passionali che hanno vissuto e come hanno ucciso e fatto sparire il corpo di Debbie Pelt. Dopo una lotta, in cui Mickey tenta di uccidere Sookie e Eric rimane ferito, lo spaventoso vampiro viene cacciato ed Eric telefona al suo creatore per incaricarlo di punirlo.
Infine è in corso la competizione per dichiarare il nuovo capo branco del Dente Lungo, suddivisa in varie prove per testare la forza dei due lupi mannari in sfida. Leggendo i pensieri dei presenti, Sookie scopre che Patrick Furnan sta barando, per questo lo dichiara a tutti. Come punizione viene deciso che la prova finale sarà all'ultimo sangue, dove solo uno sopravviverà. Patrick vince la sfida ed uccide Jackson Herveaux, sotto gli occhi del figlio Alcide.

## Personaggi

### Principali
- Sookie Stackhouse – Protagonista del romanzo, cameriera con il dono della telepatia che lavora al Merlotte's nella piccola cittadina di Bon Temps.
- Eric Northman – Potente vampiro, sceriffo dell'Area 5. È proprietario di un locale per vampiri chiamato Fangtasia.
- Bill Compton – Vampiro centenario ex-fidanzato di Sookie.

### Secondari
- Alcide Herveaux – Lupo mannaro amico di Sookie
- Sam Merlotte – Proprietario del Merlotte's, dove lavora Sookie. Egli è un mutaforma.
- Jason Stackhouse – Fratello di Sookie.
- Tara Thornton - Amica di Sookie.
- Claudine Crane  - fata madrina di Sookie.
- Claude Crane - fratello gemello di Claudine.
- Andy Bellefleur - detective di Bon Temps.
- Calvin Norris - Capo della comunità di pantere mannare di Hotshot.
- Crystal Norris – Pantera mannara, nipote di Calvin e fidanzata di Jason.
- Halleigh Robinson - insegnante elementare, legata sentimentalmente al detective Bellefleur.
- Patrick Furnan - lupo manno che diventa il nuovo capo branco di Shreveport.
- Tray Dawson - lupo mannaro, a guardia di Calvin Norris, durante la sua convalescenza in ospedale.
- Selah Pumphrey - agente immobiliare umana che sta frequentando Bill.
- Quinn - tigre mannara che funge da arbitro nella sfida per designare la leadership del branco di Shreveport.
- Bubba - vampiro ritardato sempre pronto ad aiutare Sookie.
- Charles Twining - vampiro mandato da Eric come nuovo barista del Merlotte's.
- Christine Larrabee - lupo mannaro, moglie di un ex capo branco e rispettato membro della comunità di Shreveport.
- Jackson Herveaux - lupo mannaro, padre di Alcide. Candidato al ruolo di capo branco, viene ucciso dal rivale Patrick Furnan.
- Mickey - spaventoso vampiro vicino a Tara.
- Sweetie Des Arts - cuoco del Merlotte's, che si scopre essere per metà mutaforma e responsabile dei vari omicidi avvenuti nella zona.

## Edizioni
- Charlaine Harris, Morto stecchito, traduzione di A. Guarnieri, Delos Books, 2009,  p. 346, ISBN 978-88-95724-69-0.